# Gunter Demnig
Gunter Demnig (ur. 27 października 1947 w Berlinie) – niemiecki artysta upamiętniający w postaci tzw. Kamieni Pamięci (niem. Stolpersteine) ofiary nazizmu (w tym Żydów, Romów, Świadków Jehowy, osoby homoseksualne i osoby niepełnosprawne) w Niemczech oraz w innych państwach Europy. Tego typu upamiętnienia zaczął tworzyć w latach 90. XX w.

## Życiorys
W latach 1967–1979 studiował edukację artystyczną w berlińskiej Szkole Sztuk Pięknych (od 2001 pod nazwą Universität der Künste Berlin) pod kierunkiem prof. Herberta Kaufmanna oraz wzornictwo przemysłowe w latach 1969-1970. Studiował także edukację artystyczną na Akademii Sztuk Pięknych/Uniwersytecie w Kassel (od 1971) oraz uczęszczał do Studium Sztuk Pięknych na Uniwersytecie w Kassel, w Atelier Kramera (1974-1977). W latach 1980–1985 pracował jako asystent artystyczno-naukowy na Wydziale Sztuki na Uniwersytecie w Kassel, a od 1985 w Atelier w Kolonii.

## Prace (wybór)
- 1980 Duftmarken, Cassel-Paris
- 1981 Blutspur Kassel–London
- 1982 Ariadne-Faden Kassel-Venedig
- 1988 Einreise Berlin/W
- 1993 powstaje koncepcja projektu Stolpersteine[2] Artysta instalujący jeden z kamieni pamięci w Kolonii - wideo
- 1995-96 pierwsze nielegalne instalacje Stolpersteine w Berlinie i Kolonii[4]
- 1997 pierwsze dwa legalne Stolpersteine zostają ułożone  w gminie St. Georgen koło Salzburga (poświęcone pamięci braci Matthiasa i Johanna Nobisów
- 1996/1997/1998/1999: artystyczny projekt muzyczny „Die Mauern von Jericho"
- 2000 kontynuacja projektu Stolpersteine[5]

## Wystawy (wybór)
- 1981 Kunstakademie Kassel
- Stolperstein poświęcony Rosalie Wiesner, Czeski Cieszyn1982 Alte Oper, Frankfurt am Main
- 1985 Het Apollohuis, Eindhoven

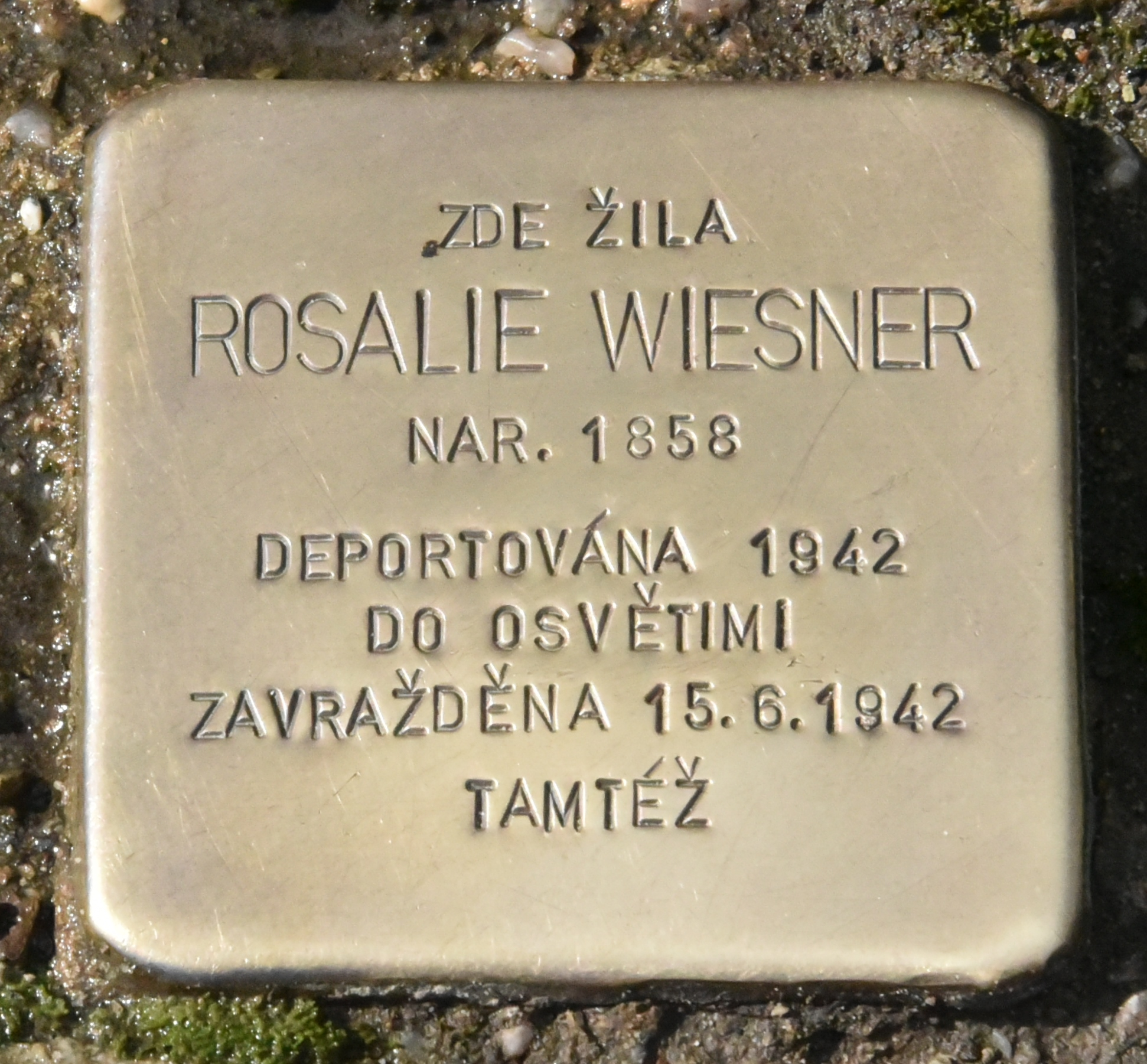
Stolperstein poświęcony Rosalie Wiesner, Czeski Cieszyn

- 1986 Kunsthalle Baden-Baden; Stadtmuseum Köln
- 1988 Neuer Berliner Kunstverein; Kommunale Galerie Bremen; Münchner Stadtmuseum; Staatliche Gemäldegalerie Moskau; Ermitaż Leningrad
- 1989 Stichting Logos, Gent; Studio Galerie, Hamburg
- 1990 Kunsthalle Berlin; Het Hemelrijken, Eindhoven
- 1991 Künstlerhaus Bethanien(inne języki), Berlin
- 1992 Kasseler Kunstverein
- 1994 EXIT-Art, Köln; Antoniterkirche, Köln; Muzejsko Galerijski Centar, Zagrzeb
- 1995 Akademie der Künste, Berlin
- 1996 ACP-Galerie Peter Schuengel, Salzburg; Egon-Schiele-Zentrum, Český Krumlov; Neue Gesellschaft für Bildende Kunst, Berlin
- 1997 Internationales Klangfestival, Osnabrück; Oberösterreichische Landesgaler

## Nagrody i wyróżnienia
- 2004: Max-Brauer-Preis der Alfred-Toepfer-Stiftung, Hamburg
- 2004: Herbert-Wehner-Medaille der Gewerkschaft ver.di

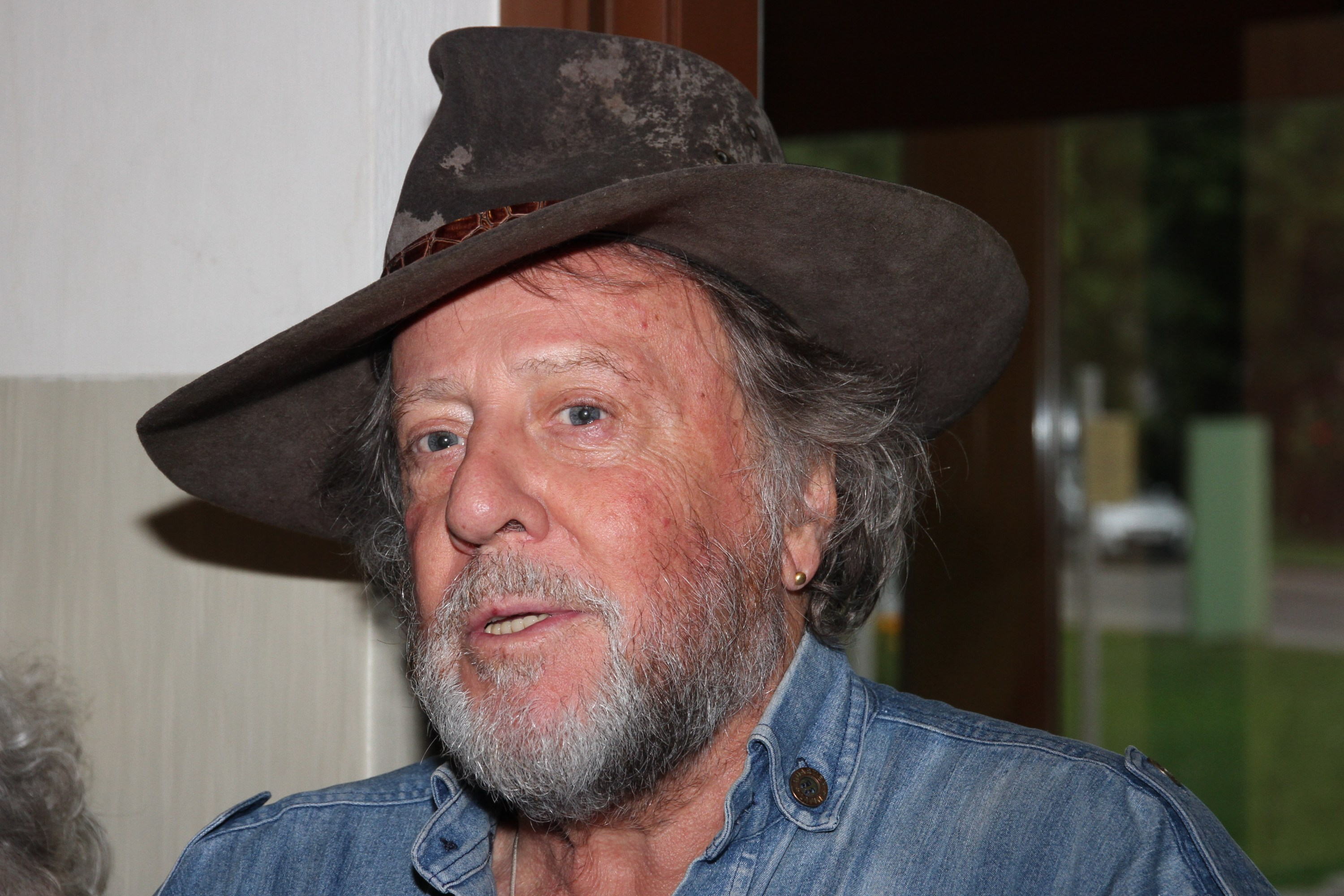
Gunter Demnig (2018)

- Gunter Demnig (2018)2005: Obermayer German Jewish History Award in Berlin (Verleihung zum 60. Jahrestag der Befreiung des Konzentrationslagers Auschwitz, Würdigung des Engagements nicht-jüdischer Deutscher für die Bewahrung und Erinnerung jüdischer Geschichte und jüdischen Lebens in Deutschland)
- 2005: Krzyż Zasługi na Wstędze Orderu Zasługi Republiki Federalnej Niemiec
- 2005: 24. Jugendmedienpreis Das Rote Tuch (Laudatio: Walter Momper)
- 2005: Alfred-Toepfer-Medaille
- 2006: Alternative Kölner Ehrenbürgerschaft (Demnig ist damit nach dem katholischen Pfarrer Franz Meurer aus Köln-Vingst der zweite Kölner, der diese Auszeichnung erhält.)
- 2007: Giesberts-Lewin-Preis der Kölnischen Gesellschaft für Christlich-Jüdische Zusammenarbeit
- 2008: Preis Botschafter für Demokratie und Toleranz (Verleihung durch Bundesinnenminister Wolfgang Schäuble und Bundesjustizministerin Brigitte Zypries)
- 2009: Erich-Mühsam-Preis der Erich-Mühsam-Gesellschaft in Lübeck
- 2009: Josef-Neuberger-Medaille der Jüdischen Gemeinde Düsseldorf
- 2010: Rheinlandtaler des Landschaftsverbands Rheinland
- 2011: Otto-Hirsch-Medaille der Stadt Stuttgart[6]
- 2012: Order Zasługi Badenii-Wirtembergii
- 2012: Erich-Kästner-Preis des Presseclub Dresden
- 2012: Marion Dönhoff Förderpreis für seine Stolpersteine
- 2013: Lothar-Kreyssig-Friedenspreis
- 2014: Berliner Bär (B.Z.-Kulturpreis)
- 2015: Eugen-Kogon-Preis[7]
- 2019: Order Zasługi Nadrenii Północnej-Westfalii[8]
- 2021: Ehrenmitglied des Art Directors Club
- 2023: Berliński Order Zasługi[9]